# Kazimierz Żegleń

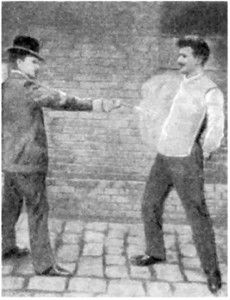
Test kamizelki kuloodpornej skonstruowanej przez Jana Szczepanika z kuloodpornej tkaniny Żeglenia. Rok 1901

Kazimierz Żegleń (w USA: Casimir Zeglen ) (ur. 4 marca 1869 w Kaczanówce k. Tarnopola, zm. około 1910 roku) – polski zakonnik ze Zgromadzenia Zmartwychwstańców oraz wynalazca i przedsiębiorca działający w USA. Wynalazł materiał kuloodporny, bezdętkowe i nieprzebijalne opony samochodowe oraz kuloodporną płytę pancerną.

## Życiorys
Urodził się jako syn Bartłomieja i Marianny we wsi Kaczanówka znajdującej się w Galicji, leżącej wówczas w zaborze austriackim w Monarchii Austro-Węgierskiej. W wieku osiemnastu lat wstąpił do zakonu Zmartwychwstańców we Lwowie.
W 1890, w wieku 21 lat, wyjechał do Stanów Zjednoczonych, gdzie podjął obowiązki zakrystiana w polskim kościele St. Stanislaus Kostka Church pod wezwaniem Stanisława Kostki w Chicago, który obsługiwał najliczniejszą, bo liczącą 40 tys. wiernych, katolicką, polską diasporę w USA.
Na początku XX wieku odszedł z zakonu, ożenił się i zajął biznesem zakładając kilka firm produkujących kamizelki i materiały kuloodporne. Założył trzy przedsiębiorstwa i fabryki:
- Zeglen Bullet Proof Cloth Co. z siedzibą w South Bend w stanie Indiana oraz w Chicago,
- Zeglen Tire Co. produkującej bezdętkowe, nieprzebijalne opony samochodowe,
- American Rubber and Fabric Company z siedzibą w Wilmington, Delaware.

Do końca życia (prawdopodobnie w 1910) mieszkał i pracował w Chicago.

## Wynalazczość
Był samoukiem, autorem kilku wynalazków użytkowych, które opatentował i wdrożył do produkcji. Na pomysł kamizelki kuloodpornej wpadł w 1893, po tragicznej śmierci burmistrza Chicago Cartera Harrisona, który został zastrzelony przez zamachowca we własnym biurze. W okresie tym, na przełomie wieków, licznych zamachów na dygnitarzy, przedstawicieli władzy, a nawet na głowy państw dokonywali anarchiści. Wstrząśnięty falą brutalnych zbrodni Żegleń rozpoczął prace nad swoim wynalazkiem, który opatentował w 1897.
Konstrukcja kamizelki miała układ warstwowy składając się początkowo z trzech, a później z kilkunastu warstw gęsto tkanego jedwabiu impregnowanego specjalną substancją, której skład Żegleń utrzymywał w tajemnicy.
Wiosną 1898 udał się w podróż do Europy, gdzie w Wiedniu skontaktował się z innym sławnym polskim wynalazcą i przedsiębiorcą Janem Szczepanikiem, autorem wielu patentów i wynalazków z dziedziny włókiennictwa. Nawiązał z nim współpracę, w wyniku której podjęli produkcję kamizelek kuloodpornych. Szczepanik zlecił Nicolasowi Reiserowi z Akwizgranu wykonanie specjalnego krosna do wyrobu kuloodpornej tkaniny według pomysłu Żeglenia. Jesienią 1898 na tej maszynie utkane zostały pierwsze kamizelki, z którymi Żegleń wrócił do USA. Tam ubrany w kamizelkę wykonaną z materiału własnego pomysłu przeprowadził wiele publicznych prezentacji testujących skuteczność wynalazku  .
Późniejsze prace i testy doprowadziły do udoskonalenia tej konstrukcji oraz dalszych patentów.

### Wynalazki
- 1897 - „Tkanina Żeglenia” materiał kuloodporny,
- Na początku XX wieku opracował projekt bezdętkowych i nieprzebijalnych opon samochodowych,
- Płyta pancerna odporna na przestrzelenie.

## Upamiętnienie
- W 2007 roku Kazimierza Żeglenia upamiętniono w amerykańskim serialu dokumentalnym Discovery Channel o rozwoju broni palnej pt. "Weaponology" w odcinku drugim pierwszej serii pt "Bulletproof Vest" (inny tytuł "Body Armor"} (pol. Kamizelka kuloodporna).
- W 2008 roku o życiu i działalności wynalazczej Żeglenia, w programie „Oblicza Ameryki“ nadawanym we współpracy z Polsat 2 przez Polish Television, polskojęzyczną stację telewizyjną z Chicago, opowiadał historyk techniki, Sławomir Łotysz (film dokumentalny na Youtube.).